# Instrumente financiare derivate
Instrumentele financiare derivate sunt instrumente financiare a căror valoare depinde de sau derivă din valoarea altui activ (numit activ de bază sau activ suport). Ele sunt utilizate atât în scopuri speculative, cât și drept mijloc de acoperire a unor riscuri nedorite. Cele mai obișnuite instrumente financiare derivate sunt opțiuni, futures, forward swap, precum și diferite variații ale acestora. Instrumentele financiare derivate pot fi tranzacționate pe piețe specializate organizate (burse) sau pe piețe extrabursiere (over-the-counter, „piață la ghișeu”). Instrumentele financiare derivate în scopuri speculative trebuie evitate atât la nivel individual, cât și pentru că sunt dăunătoare economiei reale.
Piața instrumentelor financiare derivate este printre cele mai mari în domeniul tranzacțiilor financiare, fiind unul dintre elementele definitorii ale acesteia. Din punctul de vedere al instrumentelor financiare, derivatele reprezintă cea mai mare piață, doar după valută.

## Noțiuni de bază
Asociația Internațională pentru Swapuri și Derivative (en) definește instrumentele financiare derivate drept contracte de transfer al unui risc, a căror valoare depinde de valoarea unui activ de bază. Potrivit Consiliului pentru Standardele Internaționale de Contabilitate, un instrument derivat este un instrument financiar care îndeplinește simultan următoarele condiții:
1. valoarea sa depinde de valoarea unui activ de bază;
2. nu necesită o investiție netă inițială sau presupune o investiție inițială mai mică decât cea necesară pentru alte active cu răspuns similar la modificările pieței;
3. este decontat la o dată ulterioară.[3]

Activul de bază poate fi o marfă, o acțiune, o obligațiune, o rată a dobânzii, un indice bursier, o deviză sau oricare alt instrument tranzacționabil.

## Prețul
Instrumentele financiare derivate fluctuează în tandem cu activul de bază.

## Tipuri
Acorduri derivate pot fi fie «extrabursiere», fie bursiere. În primul caz parametrii, precum și prezența sau absența unor margin-call sunt coordonate în mod liber de către părțile implicate (de regulă, cel puțin una dintre părți este o organizație financiară), fără careva standardizare a contractelor. În cel de-al doilea caz — acorduri bursiere — parametrii contractului sunt standardizate de către bursa, la care instrumentele sunt comercializate, cu un margin-call obligatoriu. În plus, în acest caz bursa este mereu una dintre părțile participante la tratative, care răspunde de reglementarea tuturor operațiunilor. La fel este posibil de vinde prin intermediul CFD (contract de diferență). Acest tip de contract asigură o importantă pârghie financiară, deoarece la începutul operațiunii este cerută o mică achitare cash sau în general nu este cerută.

## Tipuri de bază
Forward – cumpărătorul și vânzătorul se angajează de a achiziționa sau de a vinde în viitor o anumită cantitate de mărfuri (marfă sau activ financiar) la preț indicat la data stipulării contractului.
Futures — contract conform căruia vânzarea-cumpărarea activului este fixată la preț indicat cu dată viitoare.
Opțiuni — contract ce oferă vânzătorilor sau cumpărătorilor dreptul, dar nu și obligațiunea de a achiziționa sau de a vinde respectivul activ în viitor (data de expirare a opțiunii) la preț concordat preventiv (preț de realizare a opțiunii cu denumirea de strike).
Swap — contract ce determină fluxul de achitări între părți la date diferite în viitor.

## Importanță
În prezent, instrumentele financiare derivate reprezintă al doilea cel mai utilizat tip de instrumente financiare la nivel internațional, doar după valută. Conform Băncii Reglementelor Internaționale, în 2015, valoarea noțională a tuturor contractelor financiare derivate aflate în derulare a fost de 493 de trilioane de dolari. valoarea de piață a fost de 14,5 trilioane de dolari.